# 苏丹 (华盛顿州)
苏丹（英文：Sultan），是美国华盛顿州斯诺霍米什县下属的一座城市。根据 2000年美国人口普查，该市有人口3,344人。根据2010年美国人口普查，该市有人口4,651人。而2011年估计该市有4,710人。